# Swinging Suites by Edward E. and Edward G.
Swinging Suites by Edward E. & Edward G. (även känd som Peer Gynt Suite/Suite Thursday) är ett musikalbum från 1960 av den amerikanska pianisten och kompositören Duke Ellington. Det innehåller jazztolkningar av Edvard Griegs Per Gynt och Ellingtons hyllning till John Steinbecks Sweet Thursday. Albumet återutgavs på CD 1990 som Three Suites tillsammans med Ellingtons omarbetning av Tjajkovskijs Nötknäpparen.

## Mottagande
Musikaliska Akademien gjorde ett uttalande om att Ellingtons jazzversioner av Griegs stycken ur Per Gynt var kränkande för den nordiska musikkulturen. Duke Ellington drog tillbaka skivorna och fallet togs aldrig upp i domstol.
1992 skrev The New York Times om ett liveframträdande av Per Gynt-sviten att "the pieces, with their dense and gorgeous harmonies, lend themselves perfectly to live performance" och "the melody kept peeking around creamy harmonies, hurtling up-tempo sections abruptly merged with ballads".

## Låtlista
1. "Morning Mood" (Grieg) - 4:24
2. "In the Hall of the Mountain King" (Grieg) - 2:33
3. "Solvejg's Song" (Grieg) - 3:59
4. "Ase's Death" (Grieg) - 3:47
5. "Anitra's Dance" (Grieg) - 2:58
6. "Misfit Blues" (Ellington) - 4:09
7. "Schwiphti" (Ellington) - 3:04
8. "Zweet Zurzday" (Ellington) - 3:56
9. "Lay-By" (Ellington) - 4:50

## Produktion
Skivan spelades in 1960 vid Radio Recorders, Los Angeles den 28 juni (spår 1 & 5), 29 juni (spår 3 & 4), 30 juni (spår 2), 10 oktober (spår 6-9).

### Medverkande
- Duke Ellington – piano
- Willie Cook, Fats Ford, Eddie Mullins, Ray Nance, Gerald Wilson (spår 2) - trumpet
- Lawrence Brown, Matthew Gee, Booty Wood, Britt Woodman (spår 1-5) - trombon
- Juan Tizol - ventilbasun
- Jimmy Hamilton - klarinett, tenorsaxofon
- Johnny Hodges (spår 1-5), Paul Horn (spår 6-9) - altsaxofon
- Russell Procope - altsaxofone, klarinett
- Paul Gonsalves - tenorsaxofone
- Harry Carney - barytonsaxofon
- Aaron Bell - kontrabas
- Sam Woodyard - trummor